# Hemicircus
Genre
Hemicircus est un genre comprenant 2 espèces de pics, endémique à la zone indomalaise.

## Liste des espèces
D'après la classification de référence (version 2.2, 2009) du Congrès ornithologique international (ordre phylogénique) :
- Hemicircus concretus – Pic trapu
- Hemicircus canente – Pic canente